# 一起衝線
《一起衝線》（英語：Fabulous 40），2019年臺灣電影，是亞洲首部以女性為主角的鐵人三項運動的電影，資深廣告導演陳惠君編劇/執導，波谷影片負責人蕭雅惠監製; 也是「女俠ina社群平台」首部劇情片。主要演員有：《誰先愛上他的》的謝盈萱、《花甲男孩轉大人》的國民姑姑海裕芬及《吐司男之吻》小薰姊姊張家慧。
《一起衝線》起源於陳惠君導演於2012至2016年擔任台灣三鐵一姐李筱瑜的經紀人時，感受運動對於生命的正向影響而發展出的勵志劇情片。2018年籌劃製作期間受到許多三鐵相關運動廠商和鐵人們的支持得以完成，並於Challenge Taiwan 賽場實際拍攝。2019年3月8日舉辦試映會，後續於台灣北中南專場播映，並於3月29日於女俠ina的線上影音平台播放。

## 劇情概要
電影《一起衝線》主要描述三個一起長大的閨密，在即將邁入四十歲之前遭遇了人生的驟變；為了鼓勵彼此，相約一起完成艱難的三鐵賽事挑戰; 然而，這場比賽也成為了她們最多歡笑卻又脆弱的夢想。

## 主要角色
| 演員   | 角色   | 職業／關係／簡介                               | 其他 |
| 謝盈萱 | 王芬妮 | 從小一起長大的閨蜜，企業女強人                 |      |
| 海裕芬 | 許若晴 | 從小一起長大的閨蜜，國小老師                   |      |
| 張家慧 | 艾麗萱 | 從小一起長大的閨蜜，兩個孩子的媽               |      |
| 舒偉傑 | 阿任   | 許若晴在國小任教的同事，負責擔任體能訓練的教練 |      |

## 外部連結
- YouTube上的《一起衝線》官方預告
- 一起衝線的Facebook專頁